# 一戸駅
一戸駅（いちのへえき）は、岩手県二戸郡一戸町西法寺（さいほうじ）字稲荷にある、IGRいわて銀河鉄道いわて銀河鉄道線の駅である。
日本国有鉄道（国鉄）、東日本旅客鉄道（JR東日本）時代は、特急「はつかり」、寝台特急「はくつる」の停車駅であった。

## 歴史
- 1893年（明治26年）2月15日：日本鉄道の一ノ戸駅として開業[1][2]。
- 1906年（明治39年）11月1日：日本鉄道が国有化[2]。官設鉄道の駅となる。
- 1907年（明治40年）11月1日：一戸駅に改称[2]。
- 1912年（明治45年）4月：構内に盛岡機関区一戸給水転向所を設置。
- 1945年（昭和20年）9月：盛岡機関区一戸給水転向所を盛岡機関区一戸支区に格上げ。
- 1947年（昭和22年）：盛岡機関区一戸支区を格上げし一戸機関区を設置。
- 1968年（昭和43年）10月1日：複線電化に伴い一戸機関区の規模縮小により盛岡機関区一戸支区となる。
- 1970年（昭和45年）：盛岡機関区一戸支区を盛岡機関区一戸派出所に格下げ。
- 1973年（昭和48年）1月1日：貨物扱い廃止[2]。
- 1982年（昭和57年）11月15日：盛岡機関区一戸派出所廃止。
- 1986年（昭和61年）11月1日：荷物扱い廃止[2]。
- 1987年（昭和62年）4月1日：国鉄分割民営化に伴い、JR東日本の駅となる[2]。
- 1998年（平成10年）3月17日：営業時間が短縮され、夜間無人化される[3]。
- 2002年（平成14年）12月1日：東北新幹線八戸延伸に伴い、JR東日本より分離されたIGRいわて銀河鉄道の駅となる[4]。また一戸駅長が廃止され、二戸駅長管理となる。
- 2003年（平成15年）：宅配端末を設置し、JR券の取り扱い開始。
- 2005年（平成17年）：JR券の取り扱いを廃止。
- 2007年（平成19年）2月1日：社員配置駅から特定非営利活動法人（NPO法人）カシオペア連邦地域づくりサポーターズに業務委託化[5]。
- 201x年：業務委託駅から再度、社員配置駅（二戸駅所属一戸在勤）に変更された。
- 2015年（平成27年）
  - 3月：キヨスク閉店。
  - 8月21日：キヨスク跡地にミニストップいわて銀河鉄道一戸駅店開業[6][7]。
- 2021年（令和3年）
  - 2月28日︰ミニストップ閉店。
  - 7月15日：撤退したミニストップ跡地に行政が運営する地域交流スペース「いちドキ広場」が開設[8]。

## 駅構造
島式ホーム1面2線を有する地上駅である。駅舎とホームとの間は地下通路で連絡している。かつて一戸機関区が所在していたため構内は広いが、上下本線と待避線1線（下2番）以外の側線は撤去されている。機関区跡地は町が買い取り、1974年（昭和49年）に一戸町役場と一戸町体育館・文化センターが建設された。
JR時代は駅長配置の管理駅（早朝夜間駅員不在）でみどりの窓口設置駅であり、特急停車駅でもあった。IGR転換後は二戸駅管理下の社員配置駅（二戸駅所属一戸在勤）で、早朝夜間は駅員不在となる。一時期特定非営利活動法人（NPO法人）カシオペア連邦地域づくりサポーターズに業務委託していたが2014年時点では社員配置駅に戻っている。過去には宅配端末を設置し、JR券の取扱いを実施していたが利用不調等の理由で2年ほどで撤去されている。以降、マルス端末等のJR単独券を発券できる端末は設置されていない。駅舎には出札窓口と自動券売機が設置されている。コンビニエンスストア「ミニストップ」は撤退し、市民の交流スペース「いちドキ広場」が入居した。
駅待合室には往年の一戸機関区の風景やここでかつて運行されていた車両（蒸気機関車など）の写真が展示されている（写真は町民から寄贈。小鳥谷・小繋・奥中山高原の一戸町内IGR各駅にも同様に展示）。

### のりば
| 番線 | 路線              | 方向 | 行先     |
| ---- | ----------------- | ---- | -------- |
| 1    | ■いわて銀河鉄道線 | 上り | 盛岡方面 |
| 2    | ■いわて銀河鉄道線 | 下り | 八戸方面 |

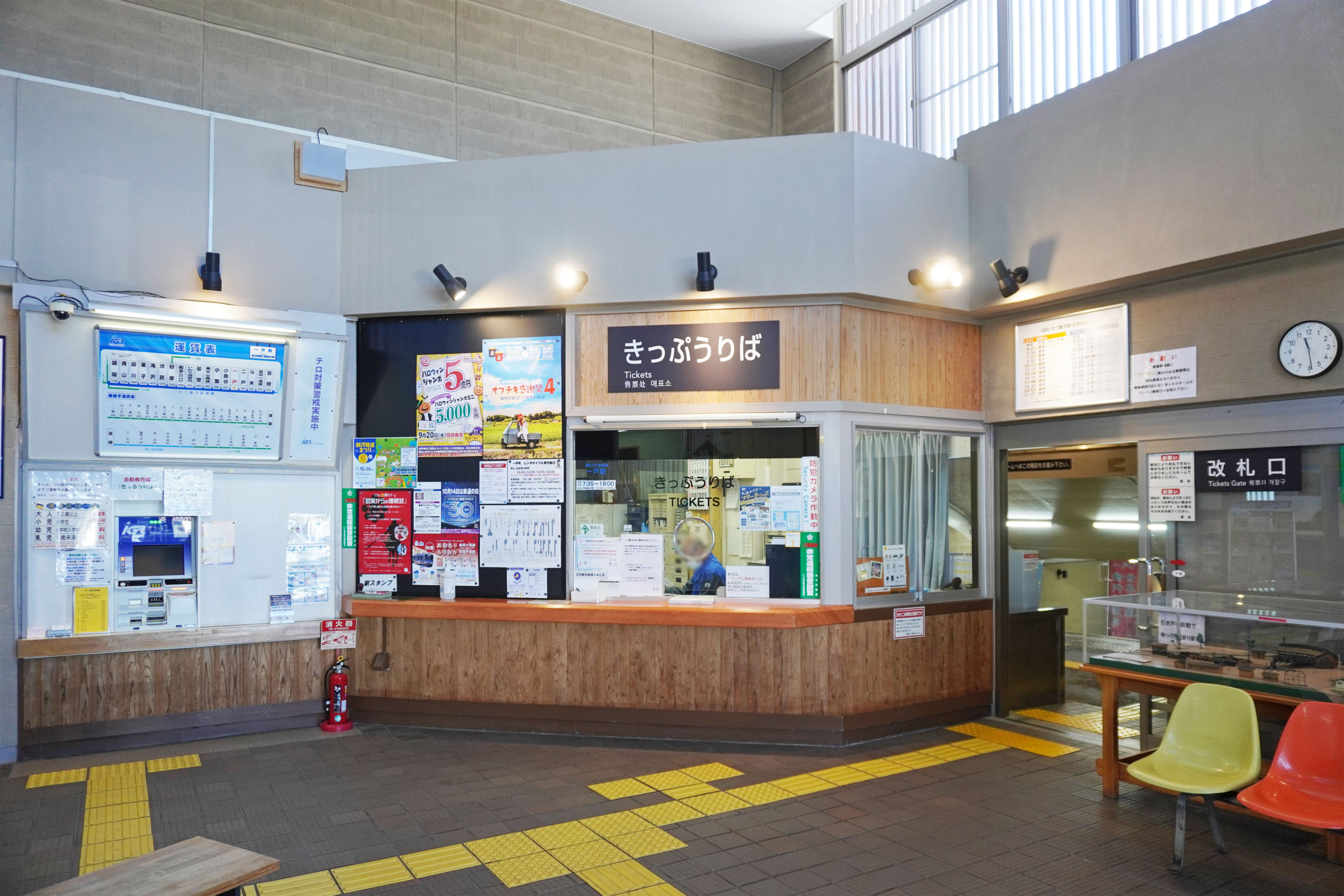
改札口（2023年9月）
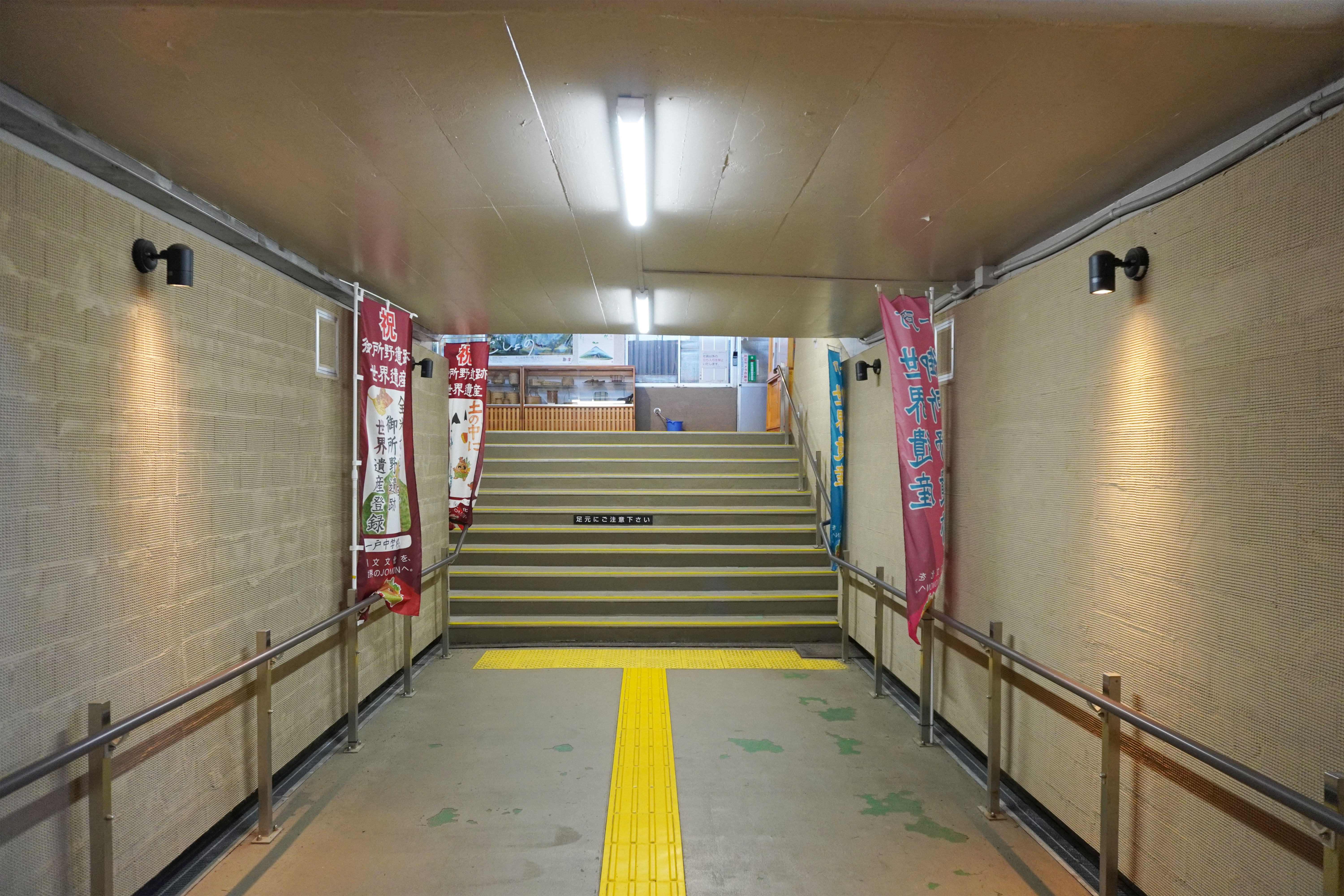
地下通路（2023年9月）
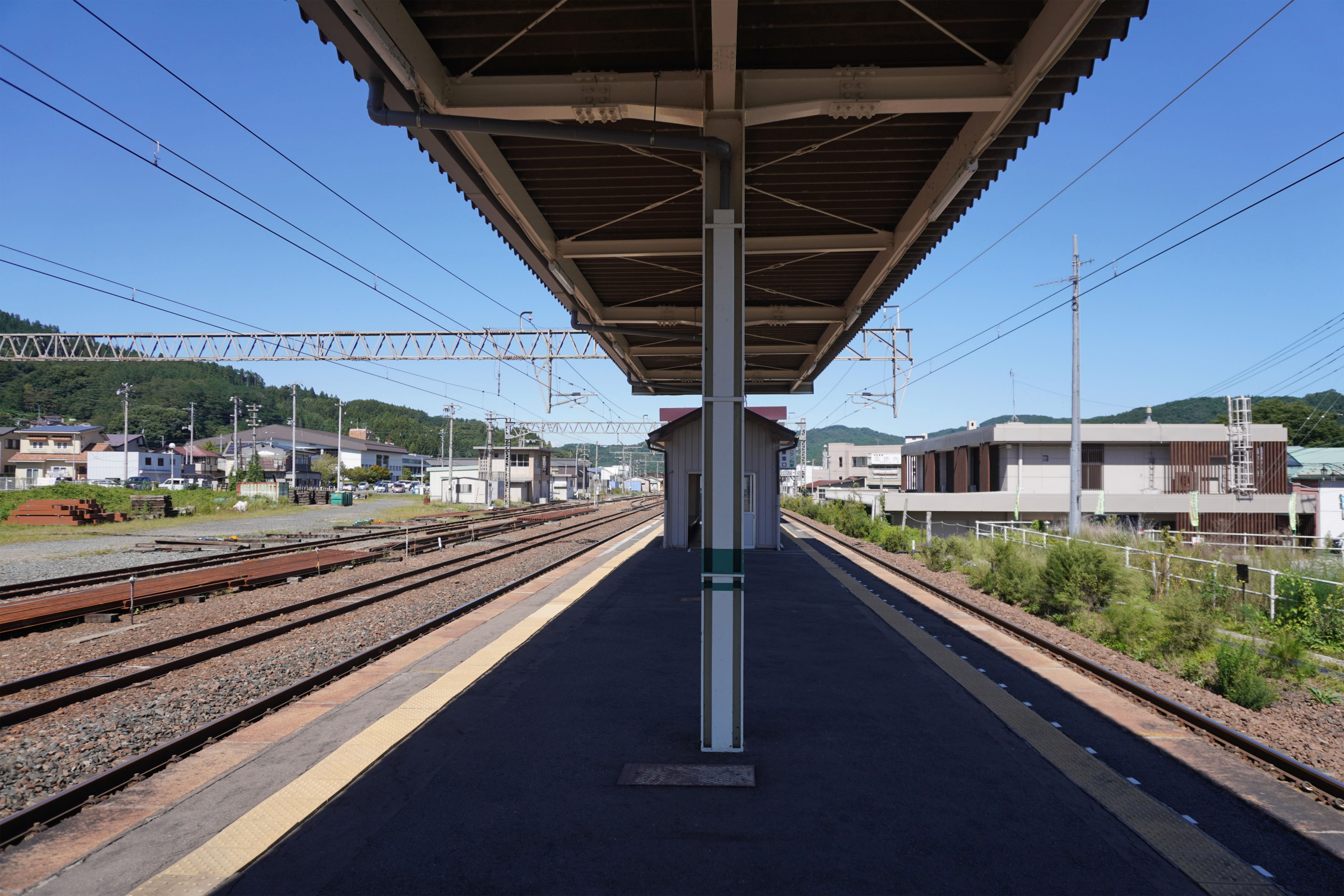
ホーム（2023年9月）
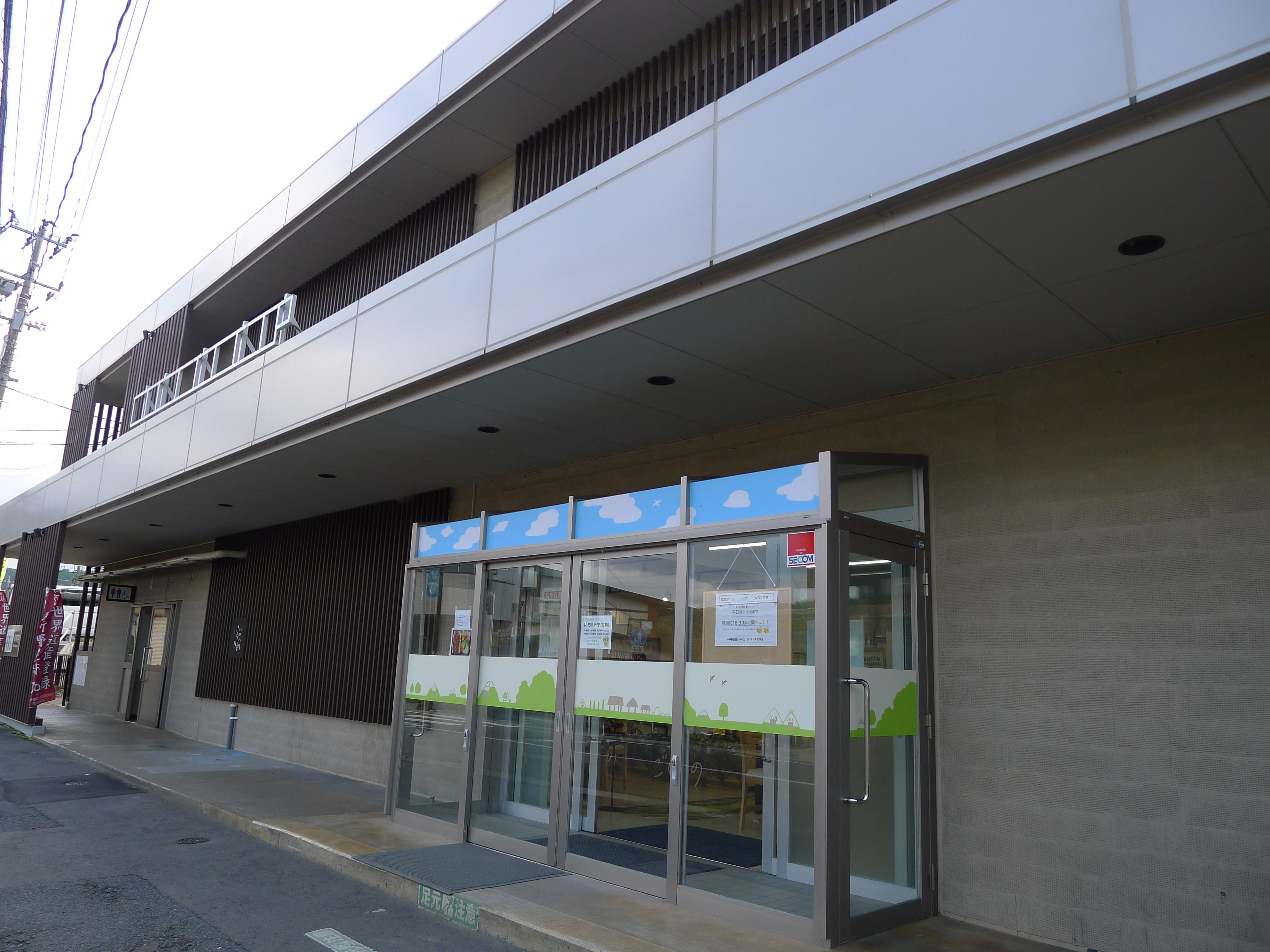
いちドキ広場（2021年10月）

## 利用状況
IGRいわて銀河鉄道によると、2024年度（令和6年度）の1日平均乗降人員は447人である。
2000年度（平成12年度）以降の推移は以下のとおりである。なお、2000年度（平成12年度）- 2002年度（平成14年度）において、JR東日本が算出した数値は、乗車人員のものである。
| 乗車人員・乗降人員推移   | 乗車人員・乗降人員推移 | 乗車人員・乗降人員推移 | 乗車人員・乗降人員推移 | 乗車人員・乗降人員推移 | 乗車人員・乗降人員推移 | 乗車人員・乗降人員推移 | 乗車人員・乗降人員推移 |
| 年度                     | 1日平均 乗車人員       | 1日平均乗降人員        | 1日平均乗降人員        | 1日平均乗降人員        | 1日平均乗降人員        | 1日平均乗降人員        | 出典                   |
| 年度                     | 1日平均 乗車人員       | 定期                   | 定期                   | 定期                   | 定期外                 | 合計                   | 出典                   |
| 年度                     | 1日平均 乗車人員       | 通勤                   | 通学                   | 合計                   | 定期外                 | 合計                   | 出典                   |
| ------------------------ | ---------------------- | ---------------------- | ---------------------- | ---------------------- | ---------------------- | ---------------------- | ---------------------- |
| 2000年（平成12年）       | 656                    |                        |                        |                        |                        |                        | [ JR 1 ]               |
| 2001年（平成13年）       | 610                    |                        |                        |                        |                        |                        | [ JR 2 ]               |
| 2002年（平成14年） (JR)  | 586                    |                        |                        |                        |                        |                        | [ JR 3 ]               |
| 2002年（平成14年） (IGR) |                        | 135                    | 465                    | 600                    | 369                    | 969                    | [ IGR 2 ]              |
| 2003年（平成15年）       |                        | 115                    | 512                    | 627                    | 335                    | 962                    | [ IGR 3 ]              |
| 2004年（平成16年）       |                        | 102                    | 473                    | 575                    | 288                    | 863                    | [ IGR 4 ]              |
| 2005年（平成17年）       |                        | 88                     | 457                    | 545                    | 264                    | 809                    | [ IGR 5 ]              |
| 2006年（平成18年）       |                        | 119                    | 426                    | 545                    | 259                    | 804                    | [ IGR 6 ]              |
| 2007年（平成19年）       |                        | 120                    | 427                    | 547                    | 248                    | 795                    | [ IGR 7 ]              |
| 2008年（平成20年）       |                        | 121                    | 359                    | 480                    | 260                    | 740                    | [ IGR 8 ]              |
| 2009年（平成21年）       |                        | 119                    | 368                    | 487                    | 265                    | 752                    | [ IGR 9 ]              |
| 2010年（平成22年）       |                        | 106                    | 343                    | 449                    | 240                    | 689                    | [ IGR 10 ]             |
| 2011年（平成23年）       |                        | 93                     | 286                    | 379                    | 223                    | 602                    | [ IGR 11 ]             |
| 2012年（平成24年）       |                        | 91                     | 321                    | 412                    | 210                    | 622                    | [ IGR 12 ]             |
| 2013年（平成25年）       |                        | 109                    | 355                    | 464                    | 211                    | 675                    | [ IGR 13 ]             |
| 2014年（平成26年）       |                        | 108                    | 366                    | 474                    | 198                    | 672                    | [ IGR 14 ]             |
| 2015年（平成27年）       |                        | 113                    | 284                    | 397                    | 190                    | 587                    | [ IGR 15 ]             |
| 2016年（平成28年）       |                        | 110                    | 283                    | 393                    | 181                    | 574                    | [ IGR 16 ]             |
| 2017年（平成29年）       |                        | 118                    | 287                    | 405                    | 170                    | 575                    | [ IGR 17 ]             |
| 2018年（平成30年）       |                        | 111                    | 298                    | 409                    | 161                    | 570                    | [ IGR 18 ]             |
| 2019年（令和元年）       |                        | 105                    | 284                    | 389                    | 154                    | 543                    | [ IGR 19 ]             |
| 2020年（令和02年）       |                        | 93                     | 276                    | 369                    | 114                    | 483                    | [ IGR 20 ]             |
| 2021年（令和03年）       |                        | 112                    | 257                    | 369                    | 113                    | 482                    | [ IGR 21 ]             |
| 2022年（令和04年）       |                        | 86                     | 249                    | 335                    | 112                    | 447                    | [ IGR 22 ]             |
| 2023年（令和05年）       |                        | 88                     | 235                    | 323                    | 125                    | 448                    | [ IGR 23 ]             |
| 2024年（令和06年）       | 90                     | 231                    | 321                    | 125                    | 447                    | [ IGR 1 ]              |                        |

## 駅周辺
- エフエム岩手一戸支局（一戸駅2階に入居）
- 一戸町役場
  - 一戸町民文化センター
  - 一戸町体育館
  - 一戸町武道場「士動館」
- 一戸町コミュニティセンター
  - 一戸町立図書館
- 一戸町総合保健福祉センター 結愛舎
- 二戸警察署一戸交番
- 二戸消防署一戸分署
- 岩手県立一戸病院
- 御所野縄文公園
- 一戸郵便局
- 一戸町商工会
- 岩手県立北桜高等学校（旧・岩手県立一戸高等学校）
- 一戸町立一戸中学校
- 一戸町立一戸小学校
- 一戸町立鳥越小学校
- 岩手県北自動車一戸営業所
- 岩手銀行 一戸支店

## バス路線
- JRバス東北
  - 一戸線：二戸駅・二戸病院・仁左平方面
  - 小鳥谷線：小鳥谷駅・葛巻方面
- 岩手県北自動車
  - 一戸営業所、イコオショッピングセンター、根反、女鹿新田、出ル町、上小友、上面岸、いわて子どもの森、二戸方面
- 一戸町民バス（丸由タクシー）
  - 旧一戸病院・小鳥谷診療所・平糠方面

※岩手県北バス・一戸町民バスはすべての便が碧橋（一戸中学校前）を経由してイコオショッピングセンター前まで乗り入れする。

## 隣の駅
IGRいわて銀河鉄道
■いわて銀河鉄道線
小鳥谷駅 - 一戸駅 - 二戸駅

### 記事本文
1. 1 2  「思い出乗せて120周年 一戸駅 住民らが節目祝う」『岩手日報』岩手日報社、2013年2月16日、朝刊、21面。
2. 1 2 3 4 5 6  石野哲 編『停車場変遷大事典 国鉄・JR編 Ⅱ』（初版）JTB、1998年10月1日、415頁。ISBN 978-4-533-02980-6。
3. ↑  「夜間無人化に住民不安 JR一戸駅」『岩手日報』岩手日報社、1998年3月18日、朝刊、21面。
4. ↑  「マイレール新たな門出 IGRいわて銀河鉄道開業 盛岡、一戸駅で出発式」『岩手日報』岩手日報社、2002年12月2日、17面。
5. ↑  「駅演出 NPOの知恵 IGR一戸駅 切符販売、運営を委託 地域づくりのノウハウ活用」『岩手日報』岩手日報社、2007年2月2日、18面。
6. ↑  「IGRいわて銀河鉄道一戸駅構内「ミニストップいわて銀河鉄道一戸駅店」開店のお知らせ！」（プレスリリース）、ミニストップ、2015年8月14日。2016年3月5日時点のオリジナルよりアーカイブ。2025年7月7日閲覧。
7. ↑  「駅舎にミニストップ開業 IGR一戸駅 県内で初、待合室も地域づくりのノウハウ活用」『岩手日報』岩手日報社、2015年8月22日、22面。
8. ↑  「町の玄関口、新装オープン 愛称は「いちドキ広場」」『岩手日報』2021年7月17日。オリジナルの2021年7月23日時点におけるアーカイブ。2025年7月7日閲覧。
9. 1 2  「一戸〜縄文の里 | IGRいわて銀河鉄道」IGRいわて銀河鉄道。2025年7月7日閲覧。

### 利用状況

#### JR東日本
1. ↑  「JR東日本：各駅の乗車人員（2000年度）」東日本旅客鉄道。2025年7月7日閲覧。
2. ↑  「JR東日本：各駅の乗車人員（2001年度）」東日本旅客鉄道。2025年7月7日閲覧。
3. ↑  「JR東日本：各駅の乗車人員（2002年度）」東日本旅客鉄道。2025年7月7日閲覧。

#### IGRいわて銀河鉄道
1. 1 2  「2024年度 駅別乗降人員（1日平均） (PDF)」IGRいわて銀河鉄道。2025年7月5日閲覧。
2. ↑  「平成14年度 駅別乗降人員（一日平均） (PDF)」IGRいわて銀河鉄道。2025年7月5日閲覧。
3. ↑  「平成15年度 駅別乗降人員（一日平均） (PDF)」IGRいわて銀河鉄道。2025年7月5日閲覧。
4. ↑  「平成16年度 駅別乗降人員（一日平均） (PDF)」IGRいわて銀河鉄道。2025年7月5日閲覧。
5. ↑  「平成17年度 駅別乗降人員（1日平均） (PDF)」IGRいわて銀河鉄道。2025年7月5日閲覧。
6. ↑  「平成18年度 駅別乗降人員（1日平均） (PDF)」IGRいわて銀河鉄道。2025年7月5日閲覧。
7. ↑  「平成19年度 駅別乗降人員（1日平均） (PDF)」IGRいわて銀河鉄道。2025年7月5日閲覧。
8. ↑  「平成20年度駅別乗降人員（1日平均） (PDF)」IGRいわて銀河鉄道。2025年7月5日閲覧。
9. ↑  「平成21年度駅別乗降人員（1日平均） (PDF)」IGRいわて銀河鉄道。2025年7月5日閲覧。
10. ↑  「平成22年度 駅別乗降人員（1日平均） (PDF)」IGRいわて銀河鉄道。2025年7月5日閲覧。
11. ↑  「平成23年度 駅別乗降人員（1日平均） (PDF)」IGRいわて銀河鉄道。2025年7月5日閲覧。
12. ↑  「平成24年度 駅別乗降人員（1日平均） (PDF)」IGRいわて銀河鉄道。2025年7月5日閲覧。
13. ↑  「平成25年度 駅別乗降人員（1日平均） (PDF)」IGRいわて銀河鉄道。2025年7月5日閲覧。
14. ↑  「平成26年度 駅別乗降人員（1日平均） (PDF)」IGRいわて銀河鉄道。2025年7月5日閲覧。
15. ↑  「平成27年度 駅別乗降人員（1日平均） (PDF)」IGRいわて銀河鉄道。2025年7月5日閲覧。
16. ↑  「平成28年度 駅別乗降人員（1日平均） (PDF)」IGRいわて銀河鉄道。2025年7月5日閲覧。
17. ↑  「平成29年度 駅別乗降人員（1日平均） (PDF)」IGRいわて銀河鉄道。2025年7月5日閲覧。
18. ↑  「平成30年度駅別乗降人員（1日平均） (PDF)」IGRいわて銀河鉄道。2025年7月5日閲覧。
19. ↑  「令和元年度駅別乗降人員（1日平均） (PDF)」IGRいわて銀河鉄道。2025年7月5日閲覧。
20. ↑  「2020年度 駅別乗降人員（1日平均） (PDF)」IGRいわて銀河鉄道。2025年7月5日閲覧。
21. ↑  「2021年度 駅別乗降人員（1日平均） (PDF)」IGRいわて銀河鉄道。2025年7月5日閲覧。
22. ↑  「2022年度 駅別乗降人員（1日平均） (PDF)」IGRいわて銀河鉄道。2025年7月5日閲覧。
23. ↑  「2023年度 駅別乗降人員（1日平均） (PDF)」IGRいわて銀河鉄道。2025年7月5日閲覧。